# Zbigniew Bryjak
Zbigniew Bryjak (ur. 28 maja 1965 w Nowym Sączu) – polski hokeista, olimpijczyk, trener hokejowy.
Obrońca reprezentacji Polski i klubów KTH Krynica (1976–80) i Polonii Bytom (1980–1998). W polskiej lidze rozegrał 368 meczów zdobywając 24 bramki. Sześciokrotny mistrz i jednokrotny wicemistrz Polski (wszystkie tytuły zdobył grając w Polonii). W reprezentacji wystąpił 28 razy. Uczestnik Igrzysk Olimpijskich w Calgary (1988) i trzech turniejów o mistrzostwo świata (1987, 1989, 1990).
Po zakończeniu kariery zawodniczej nadal jest związany z hokejem pracując z młodzieżą. W latach 2005–2006 był trenerem hokeistów Polonii Bytom. Został członkiem Rady Nadzorczej TMH Polonia Bytom. Od połowy 2015 asystent trenera Polonii Bytom.
W maju 2019 roku został powołany na dyrektora bytomskiego Ośrodka Sportu i Rekreacji.